# Есаян, Сара Манташиевна
Сара Манташиевна Есаян (арм. Սառա Եսայան) (род. 29 июля 1946, Агдере, Нагорно-Карабахская автономная область, НКАО, Азербайджанская ССР) ― советский и армянский врач, заслуженный врач Республики Армения, меценат, действительный член Европейской академии естественных наук, «Почетный гражданин Еревана». Жена врача и благотворителя Карлена Есаяна.

## Биография
Родилась 29 июля 1946 года в Мардакертском районе, Нагорно-Карабахская автономная область, Азербайджанская ССР.
В 1964 году поступила на лечебный факультет Ереванского государственного медицинского института, который окончила в 1970 году. После окончания вуза работал в клинических больницах № 1, № 2 города Еревана. С 1973 года работал в городской поликлинике № 14 врачом-ревматологом. В дальнейшем Есаян реорганизовала эту поликлинику в медицинский центр «Святой Григорий Просветитель».
В качестве делегата участвовала в Международном конгрессе ревматологов в Москве и Вильнюсе. Является действительным членом Европейской академии естественных наук.
Помимо врачебной деятельности Сара Есаян и ее муж Карлен Есаян известны своей благотворительной работой в Армении и непризнанной НКР.
В 2016 году ей было присвоены звания «Почётный гражданин Еревана» и «Почётный гражданин Эчмиадзина». Решение Совета старейшин города Еревана:

В соответствии с положениями статьи 12 части 1 пункта 35 Закона Республики Армения «О местном самоуправлении в городе Ереване» по предложению мэра Еревана городской совет Еревана за значительный вклад в систему здравоохранения, многолетнюю плодотворную работу и за вклад в медицинский центр «Святой Григорий Просветитель» присваивает звание «Почётный гражданин Еревана» врачу-ревматологу Саре Манташиевне Есаян— 
.

## Благотворительная деятельность
- Мемориал «борцам за свободу и героям», погибшим в Первой карабахской войне (Мец Шен, Мартакертский район)
- Пожертвование в размере 1000 долларов США на каждого ребенка, родившегося в деревне Мец Шен в 2004-2011 годах.
- Статуя Орла-Победоносца по случаю «освобождения Мартакерта»
- Построен сельский муниципалитет Мец Шен и прилегающий парк
- Построены и оборудованы детский сад, детская площадка и банкетный зал села Мец Шен
- Реконструкция школы с прилегающими игровыми площадками, бассейном, стадионом
- Построена фабрика по производству макаронных в дар общине Мец Шен
- Памятники-пантеоны, посвященные полководцам Сасуну Акопяну и Владимиру Балаяну, установлены в районном центре Мартакерта
- На территории памятника армянского алфавита установлены статуи Хачатура Абовяна, Мовсеса Хоренаци, царя Врамшапуха, Месропа Маштоца и Григория Просветителя.
- Во дворе школы имени Андраника Маргаряна установлен его бронзовый бюст
- Здание музея Фритьофа Нансена построено в 2014 году
- Церковь-памятник Сурб Аствацацин, 2014 год
- Памятник Тиграну Великому (Вагаршапат), 2016 год

## Награды и звания
- Сертификат «Лучший врач» ЗАО УК «Святой Григорий Просветитель», 2010 год
- Заслуженный врач Республики Армения, 2010 год[2]
- Золотая медаль Фритьофа Нансена, 2010 год
- Почетная грамота Союза добровольцев «Еркрапа» Республики Армения, 2010 год[3]
- От патриотического союза «Славный боец» ― юбилейная медаль «5-я бригада 20 лет», 2012 год
- Золотая медаль Европейской академии естественных наук, 2013 год
- Министерство культуры Армении ― Золотая медаль, 2014 год
- Золотая медаль мэра Еревана, 2014 год[4]
- Медаль «Маршал Баграмян» ВС РА, 2015 год
- Памятная медаль Минздрава Армении, 2015 год
- Медаль «Вачаган Барепашт», 2015 год
- Президент НКР «Материнство» - памятная медаль «Материнская благодарность».
- Почетная грамота от УК «Святой Григор Лусаворич» ЗАО «За многолетнюю профессиональную службу и ценные успехи в работе в системе здравоохранения», 2016 год
- «Счастливый почетный гражданин», 2016 год
- «Почетный гражданин Эчмиадзина», 2016 год

## Галерея

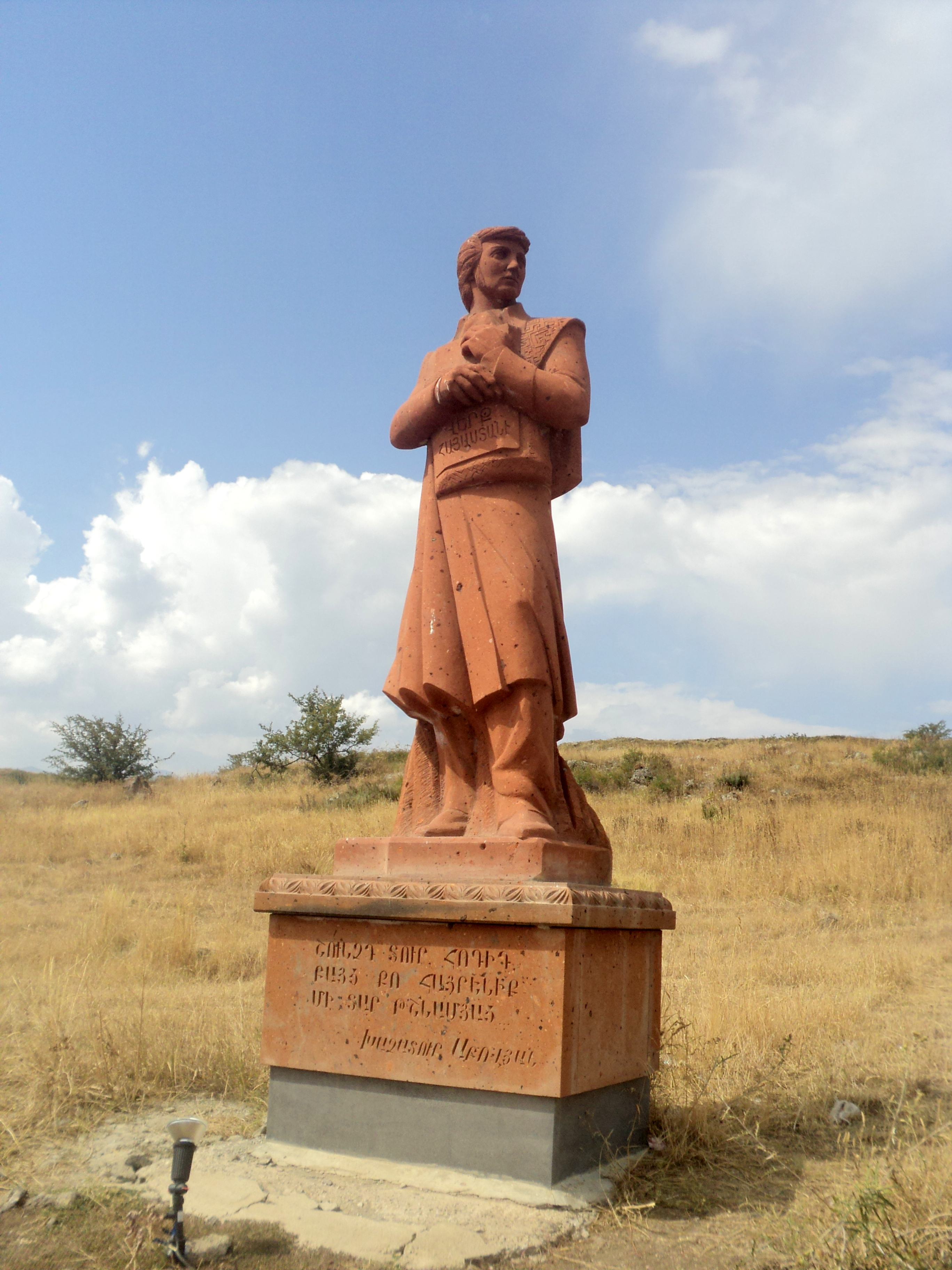
Памятник «Хачатур Абовян»
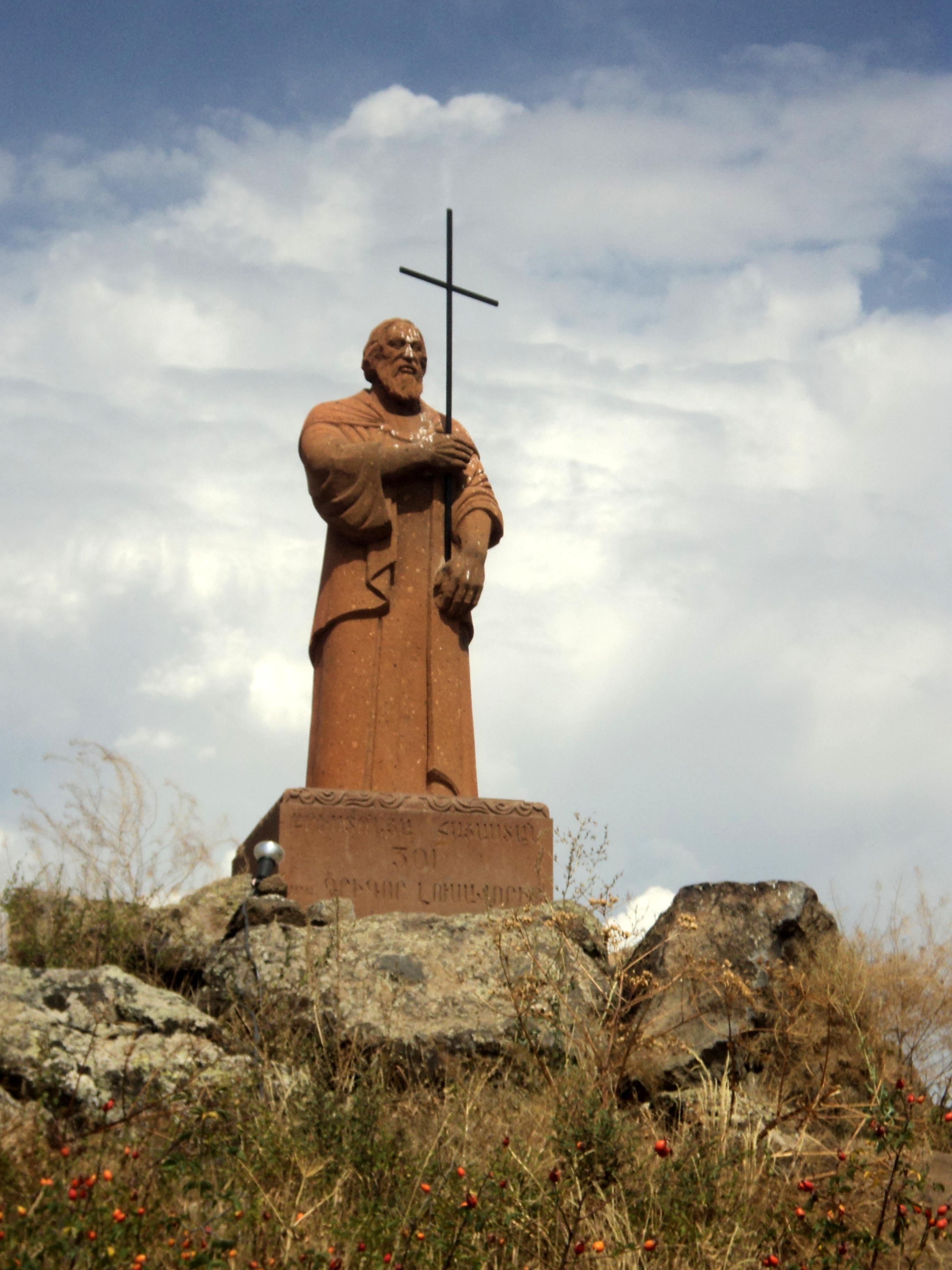
Памятник «Григорий Просветитель»